# Breidablik
Брейдаблик (др.-сканд. Breidablik) — в скандинавской мифологии — владения аса Бальдра, бога весны и света. Он расположен на небесах, в стране, из которой изгнано зло (или в Швеции, согласно «Саге об Инглингах»).
Слово Breidablik с древнескандинавского переводилось как «широкий блеск», «большой и блестящий» или «далеко сияющий».

## Интерпретация
Было отмечено, что название Брейдаблик связано с атрибутами света и красоты Бальдра.
Было обнаружено сходство между описанием Брейдаблика в «Гримнисмале» и Хеорота в «Беовульфе», оба из которых не содержат «зловещих рун» (др.-сканд. feicnstafi и др.-англ. fācenstafas соответственно). В «Беовульфе» отсутствие фасадов означает отсутствие совершаемых преступлений, поэтому оба зала были предложены в качестве святилищ.

## В популярной культуре
- Брейдаблик — священный пистолет в Fire Emblem Heroes, который призыватель использует для вызова героев из разных игр Fire Emblem.
- В игре Xenogears для PlayStation Бледавик — это название столицы Пустынного королевства Авех на континенте Игнас.